# 今福昌常
今福 昌常（いまふく まさつね）は、戦国時代の武将。

## 経歴・人物
天正6年（1578年）より武田勝頼側近となる。鍵奉行、騎馬15騎足軽10人を従える。
天正10年（1582年）3月の織田信長・徳川家康連合軍による甲州征伐で武田家が滅亡すると、家康に仕え、天正壬午起請文の取り纏め役を務めるなどした。